# Grupo modular
Em matemática, o grupo modular é o grupo linear especial projetivo PSL(2, Z) de matrizes 2 × 2 com coeficientes inteiros e determinante um. As matrizes A e −A são identificadas. O grupo modular age na metade superior do plano complexo por meio de transformações fracionárias lineares, e o nome "grupo modular" vem da relação com espaços de módulos e não da aritmética modular.

## Definição
O grupo modular Γ é o grupo das transformações fracionárias lineares da metade superior do plano complexo, que têm a forma
{\displaystyle z\mapsto {\frac {az+b}{cz+d}},}
em que a, b, c, d são inteiros e ad − bc = 1. A operação do grupo é a composição de funções.
Este grupo de transformações é isomorfo ao grupo linear especial projetivo PSL(2, Z), que é o quociente do grupo linear especial bidimensional SL(2, Z) sobre os inteiros por seu centro {I, −I}. Em outras palavras, PSL(2, Z) consiste em todas as matrizes
{\displaystyle {\begin{pmatrix}a&b\\c&d\end{pmatrix}}}
em que a, b, c, d são inteiros, ad − bc = 1, e pares de matrizes A e −A são considerados idênticos. A operação do grupo é a multiplicação de matrizes usual.
Alguns autores definem o grupo modular como PSL(2, Z), e ainda outros definem o grupo modular como o grupo maior SL(2, Z).
Algumas relações matemáticas requerem a consideração do grupo GL(2, Z) de matrizes com determinante mais ou menos um. (SL(2, Z) é um subgrupo deste grupo.) Da mesma forma, PGL(2, Z) é o grupo quociente GL(2, Z)/{I, −I}. Uma matriz 2 × 2 com determinante unitário é uma matriz simplética e, portanto, SL(2, Z) = Sp(2, Z), o grupo simplético de matrizes 2 × 2.

### Obtenção dos elementos
Para encontrar elementos de SL(2, Z) explicitamente, há um truque que consiste em considerar dois inteiros coprimos {\displaystyle a,b}, colocá-los na matriz
{\displaystyle {\begin{pmatrix}a&x\\b&y\end{pmatrix}}}
e resolver a equação determinante
{\displaystyle ay-bx=1}
Observe que a equação do determinante força que {\displaystyle a,b} sejam coprimos, pois caso contrário haveria um fator {\displaystyle c} de tal modo que {\displaystyle ca'=a}, {\displaystyle cb'=b}, consequentemente
{\displaystyle c(a'y-b'x)=1}
não teria soluções inteiras. Por exemplo, se {\displaystyle a=7,{\text{ }}b=6} então a equação do determinante se torna
{\displaystyle 7y-6x=1}
então tomando {\displaystyle y=-5} e {\displaystyle x=-6} obtém-se {\displaystyle -35-(-36)=1}, consequentemente
{\displaystyle {\begin{pmatrix}7&-6\\6&-5\end{pmatrix}}}
é uma das matrizes. Então, usando a projeção, tais matrizes definem elementos em PSL(2, Z).

## Propriedades da teoria dos números
O determinante unitário de
{\displaystyle {\begin{pmatrix}a&b\\c&d\end{pmatrix}}}
implica que as frações ⁠a/b⁠, ⁠a/c⁠, ⁠c/d⁠, ⁠b/d⁠ são todas irredutíveis, isto é, não têm fatores comuns (desde que os denominadores não sejam nulos, é claro). Mais geralmente, se ⁠p/q⁠ é uma fração na forma irredutível, então
{\displaystyle {\frac {ap+bq}{cp+dq}}}
também é irredutível (novamente, desde que o denominador seja diferente de zero). Qualquer par de frações irredutíveis pode ser conectado dessa maneira; isto é, para qualquer par de frações irredutíveis ⁠p/q⁠ e ⁠r/s⁠, existem elementos
{\displaystyle {\begin{pmatrix}a&b\\c&d\end{pmatrix}}\in \operatorname {SL} (2,\mathbf {Z} )}
de tal modo que
{\displaystyle r=ap+bq\quad {\mbox{ and }}\quad s=cp+dq.}
Elementos do grupo modular fornecem uma simetria no reticulado bidimensional. Sejam ω1 e ω2 dois números complexos cuja razão não é real. Então o conjunto de pontos
{\displaystyle \Lambda (\omega _{1},\omega _{2})=\{m\omega _{1}+n\omega _{2}:m,n\in \mathbf {Z} \}}
é um reticulado de paralelogramos no plano. Um par diferente de vetores α1 e α2 irá gerar exatamente a mesma rede se, e somente se,
{\displaystyle {\begin{pmatrix}\alpha _{1}\\\alpha _{2}\end{pmatrix}}={\begin{pmatrix}a&b\\c&d\end{pmatrix}}{\begin{pmatrix}\omega _{1}\\\omega _{2}\end{pmatrix}}}
para alguma matriz em GL(2, Z). É por esta razão que as funções duplamente periódicas, como as funções elípticas, possuem uma simetria de grupo modular.
A ação do grupo modular sobre os números racionais pode ser mais facilmente compreendida visualizando-se uma grade quadrada, com o ponto da grade (p, q) correspondendo à fração ⁠p/q⁠ (ver pomar de Euclides). Uma fração irredutível é aquela que é visível a partir da origem; a ação do grupo modular sobre uma fração nunca leva uma visível (irredutível) a uma oculta (redutível), e vice-versa.
Observe que qualquer membro do grupo modular mapeia a reta real estendida projetivamente biunivocamente consigo mesma e, além disso, mapeia bijetivamente a reta racional estendida projetivamente (os racionais com o infinito) consigo mesma, os irracionais com os irracionais, os números transcendentes com os números transcendentais, os números não reais com os números não reais, o semiplano superior com o semiplano superior, etc.
Se ⁠pn−1/qn−1⁠ e ⁠pn/qn⁠ são dois convergentes sucessivos de uma fração contínua, então a matriz
{\displaystyle {\begin{pmatrix}p_{n-1}&p_{n}\\q_{n-1}&q_{n}\end{pmatrix}}}
pertence a GL(2, Z). Em particular, se bc − ad = 1 para inteiros positivos a, b, c, d com a < b e c < d então ⁠a/b⁠ e ⁠c/d⁠ serão vizinhos na sequência de Farey de ordem max(b, d). Casos especiais importantes de convergentes de frações contínuas incluem os números de Fibonacci e as soluções para a equação de Pell. Em ambos os casos, os números podem ser organizados para formar um semigrupo que é subconjunto do grupo modular.

## Propriedades da teoria de grupos

### Apresentação
Pode-se mostrar que o grupo modular pode ser gerado pelas duas transformações
{\displaystyle {\begin{aligned}S&:z\mapsto -{\frac {1}{z}}\\T&:z\mapsto z+1\end{aligned}}}
de modo que todo elemento do grupo modular pode ser representado (de forma não única) pela composição de potências de S e T. Geometricamente, S representa a inversão no círculo unitário seguida pela reflexão em relação ao eixo imaginário, enquanto T representa uma translação de uma unidade para a direita.
Os geradores S e T obedecem às relações {\displaystyle S^{2}=1} e (ST)3 = 1. Pode-se mostrar que estes são um conjunto completo de relações, portanto o grupo modular tem a presentação:
{\displaystyle \Gamma \cong \left\langle S,T\mid S^{2}=I,\left(ST\right)^{3}=I\right\rangle }
Esta presentação descreve o grupo modular como o grupo triangular rotacional D(2, 3, ∞) (infinito, pois não há relação em T) e, portanto, pode ser mapeado sobre cada grupo triângular (2, 3, n) adicionando a relação {\displaystyle T^{n}=1}, que ocorre, por exemplo, no subgrupo de congruência Γ(n).
Usando os geradores S e ST em vez de S e T, mostra-se que o grupo modular é isomorfo ao produto livre dos grupos cíclicos C2 e C3:
{\displaystyle \Gamma \cong C_{2}*C_{3}}

A ação de T : z ↦ z + 1 sobre H
A ação de S : z ↦ −⁠1/z⁠ S : z ↦ −⁠1/z⁠ sobre H

### Grupo de trança

O grupo de trança B_{3} é a extensão central universal do grupo modular

O grupo de tranças B3 é a extensão central universal do grupo modular, com estes sendo reticulados dentro do grupo de cobertura universal (topológico) SL2(R) → PSL2(R). Além disso, o grupo modular tem um centro trivial e, portanto, o grupo modular é isomorfo ao grupo quociente de B3 por seu centro; equivalentemente, ao grupo de automorfismos internos de B3.
O grupo de tranças B3 por sua vez, é isomorfo ao grupo de nós do nó trifólio.

### Quocientes
Os quocientes por subgrupos de congruência são de interesse significativo.
Outros quocientes importantes são os grupos triangulares (2, 3, n), que correspondem geometricamente a descer em um cilindro, quocientando a coordenada x módulo n, como  {\displaystyle T^{n}=(z\mapsto z+n)}. O grupo triangular (2, 3, 5) é o grupo de simetria icosaédrica, e o grupo triangular {\displaystyle (2,3,7)} (e os ladrilhos associados) é a cobertura para todas as superfícies de Hurwitz.

### Apresentação como um grupo matricial
O grupo {\displaystyle {\text{SL}}_{2}(\mathbb {Z} )} pode ser gerado pelas duas matrizes
{\displaystyle S={\begin{pmatrix}0&-1\\1&0\end{pmatrix}},{\text{ }}T={\begin{pmatrix}1&1\\0&1\end{pmatrix}}}
como
{\displaystyle S^{2}=-I_{2},{\text{ }}(ST)^{3}={\begin{pmatrix}0&-1\\1&1\end{pmatrix}}^{3}=-I_{2}}
A projeção {\displaystyle {\text{SL}}_{2}(\mathbb {Z} )\to {\text{PSL}}_{2}(\mathbb {Z} )} transforma essas matrizes em geradores de {\displaystyle {\text{PSL}}_{2}(\mathbb {Z} )}, com relações semelhantes às da presentação do grupo.

## Relação com a geometria hiperbólica
O grupo modular é importante porque forma um subgrupo do grupo das isometrias do plano hiperbólico. Se considerarmos o modelo de meio plano superior H da geometria plana hiperbólica, então o grupo de todas isometrias que preservam a orientação de H consiste em todas as transformações de Möbius da forma
{\displaystyle z\mapsto {\frac {az+b}{cz+d}}}
em que a, b, c, d são inteiros, em vez dos números reais usuais, e ad − bc = 1. Em termos de coordenadas projetivas, o grupo PSL(2, R) age sobre o semiplano superior H por projetividade:
{\displaystyle [z,\ 1]{\begin{pmatrix}a&c\\b&d\end{pmatrix}}\,=\,[az+b,\ cz+d]\,\thicksim \,\left[{\frac {az+b}{cz+d}},\ 1\right].}
Esta ação é fiel. Uma vez que PSL(2, Z) é um subgrupo de PSL(2, R), o grupo modular é um subgrupo do grupo de isometrias que preservam a orientação de H.

### Tesselação do plano hiperbólico

Um domínio fundamental típico para a ação de Γ sobre o semiplano superior

O grupo modular Γ age sobre H como um subgrupo discreto de PSL(2, R), ou seja, para cada z em H podemos encontrar uma vizinhança de z que não contém nenhum outro elemento da órbita de z. Isso também significa que podemos construir domínios fundamentais, que (aproximadamente) contêm exatamente um representante da órbita de cada z em H (É necessário cuidado com a fronteira do domínio.)
Existem muitas maneiras de construir um domínio fundamental, mas uma escolha comum é a região
{\displaystyle R=\left\{z\in \mathbf {H} \colon \left|z\right|>1,\,\left|\,{\mbox{Re}}(z)\,\right|<{\tfrac {1}{2}}\right\}}
delimitada pelas retas verticais Re(z) = ⁠1/2⁠ e Re(z) = −⁠1/2⁠, e a circunferência {\displaystyle \left|z\right|=1}. Esta região é um triângulo hiperbólico. Ela tem vértices em ⁠1/2⁠ + i⁠√3/2⁠ e −⁠1/2⁠ + i⁠√3/2⁠, onde o ângulo entre as arestas é ⁠π/3⁠, e um terceiro vértice no infinito, onde o ângulo entre suas arestas é 0.
A transformação desta região pelos elementos do grupo modular, dá origem a uma tesselação regular do plano hiperbólico por triângulos hiperbólicos congruentes conhecida como mosaico triangular de ordem infinita V6.6.∞. Observe que cada um destes triângulos tem um vértice no infinito ou no eixo real Im(z) = 0. Esse mosaico pode ser estendido ao disco de Poincaré, onde cada triângulo hiperbólico tem um vértice na fronteira do disco. O mosaico do disco de Poincaré é dado de forma natural pelo J-invariante, que é invariante sob o grupo modular, e atinge todos os números complexos uma vez em cada triângulo dessas regiões.
Este mosaico pode ser ligeiramente refinado, dividindo cada região em duas metades (convencionalmente coloridas em preto e branco), adicionando uma transformação que inverte a orientação; então as cores correspondem à orientação do domínio. Adicionando (x, y) ↦ (−x, y) e tomando a metade direita da região R (onde Re(z) ≥ 0) obtém-se a tesselação usual. Este mosaico aparece pela primeira vez publicado em (Klein 1878/79a), onde é creditado a Richard Dedekind, em referência a (Dedekind 1877).

Visualização da transformação (2, 3, ∞) → (2, 3, 7) transformando os mosaicos associados.

A transformação de grupos (2, 3, ∞) → (2, 3, n) (do grupo modular para o grupo triangular) pode ser visualizada em termos desse mosaico (produzindo um mosaico na curva modular), conforme representado no vídeo à direita.
| Mosaicos uniformes paracompactos da família [∞,3] | Mosaicos uniformes paracompactos da família [∞,3] | Mosaicos uniformes paracompactos da família [∞,3] | Mosaicos uniformes paracompactos da família [∞,3] | Mosaicos uniformes paracompactos da família [∞,3] | Mosaicos uniformes paracompactos da família [∞,3] | Mosaicos uniformes paracompactos da família [∞,3] | Mosaicos uniformes paracompactos da família [∞,3] | Mosaicos uniformes paracompactos da família [∞,3] | Mosaicos uniformes paracompactos da família [∞,3] | Mosaicos uniformes paracompactos da família [∞,3] |
| Simetria: [∞,3], (*∞32)                           | Simetria: [∞,3], (*∞32)                           | Simetria: [∞,3], (*∞32)                           | Simetria: [∞,3], (*∞32)                           | Simetria: [∞,3], (*∞32)                           | Simetria: [∞,3], (*∞32)                           | Simetria: [∞,3], (*∞32)                           | [∞,3]+ (∞32)                                      | [1+,∞,3] (*∞33)                                   | [1+,∞,3] (*∞33)                                   | [∞,3+] (3*∞)                                      |
| ------------------------------------------------- | ------------------------------------------------- | ------------------------------------------------- | ------------------------------------------------- | ------------------------------------------------- | ------------------------------------------------- | ------------------------------------------------- | ------------------------------------------------- | ------------------------------------------------- | ------------------------------------------------- | ------------------------------------------------- |
|                                                   |                                                   |                                                   |                                                   |                                                   |                                                   |                                                   |                                                   |                                                   |                                                   |                                                   |
|                                                   |                                                   | · =                                               | · =                                               | · =                                               |                                                   |                                                   |                                                   | = · or                                            | = · or                                            | · =                                               |
|                                                   |                                                   |                                                   |                                                   |                                                   |                                                   |                                                   |                                                   |                                                   |                                                   |                                                   |
| {∞,3}                                             | t{∞,3}                                            | r{∞,3}                                            | t{3,∞}                                            | {3,∞}                                             | rr{∞,3}                                           | tr{∞,3}                                           | sr{∞,3}                                           | h{∞,3}                                            | h2{∞,3}                                           | s{3,∞}                                            |
| Duais uniformes                                   |                                                   |                                                   |                                                   |                                                   |                                                   |                                                   |                                                   |                                                   |                                                   |                                                   |
|                                                   |                                                   |                                                   |                                                   |                                                   |                                                   |                                                   |                                                   |                                                   |                                                   |                                                   |
|                                                   |                                                   |                                                   |                                                   |                                                   |                                                   |                                                   |                                                   |                                                   |                                                   |                                                   |
| V∞3                                               | V3.∞.∞                                            | V(3.∞)2                                           | V6.6.∞                                            | V3∞                                               | V4.3.4.∞                                          | V4.6.∞                                            | V3.3.3.3.∞                                        | V(3.∞)3                                           |                                                   | V3.3.3.3.3.∞                                      |

## Subgrupos de congruência
Alguns subgrupos importantes do grupo modular Γ, chamados subgrupos de congruência, são dados impondo relações de congruência nas matrizes associadas.
Existe um homomorfismo natural SL(2, Z) → SL(2, Z/NZ) dado pela redução das entradas módulo N. Isso induz um homomorfismo no grupo modular PSL(2, Z) → PSL(2, Z/NZ). O núcleo desse homomorfismo é chamado de subgrupo de congruência principal de nível N, denotado por Γ(N). Tem-se a seguinte sequência exata curta:
{\displaystyle 1\to \Gamma (N)\to \Gamma \to {\mbox{PSL}}(2,\mathbf {Z} /N\mathbf {Z} )\to 1}.
Sendo o núcleo de um homomorfismo, Γ(N) é um subgrupo normal do grupo modular Γ. O grupo Γ(N) é dado como o conjunto de todas as transformações modulares
{\displaystyle z\mapsto {\frac {az+b}{cz+d}}}
em que a ≡ d ≡ ±1 (mod N) e b ≡ c ≡ 0 (mod N).
É fácil mostrar que o traço de uma matriz que representa um elemento de Γ(N) não pode ser -1, 0 ou 1, portanto, esses subgrupos são grupos livres de torção. (Existem outros subgrupos sem torção.)
O subgrupo principal de congruência de nível 2, Γ(2), também é chamado de grupo modular Λ. Visto que PSL(2, Z/2Z) é isomorfo a S3, Λ é um subgrupo do índice 6. O grupo Λ consiste de todas as transformações modulares em que a e d são ímpares e b e c são pares.
Outra família importante de subgrupos de congruência é o grupo modular grupo modular Γ0(N) definido como o conjunto de todas as transformações modulares para as quais c ≡ 0 (mod N), ou equivalentemente, como o subgrupo cujas matrizes tornam-se triangulares superiores após a redução módulo N. Observe que Γ(N) é um subgrupo de Γ0(N). As curvas modulares associadas a esses grupos são um aspecto do monstrous moonshine - para um número primo p, a curva modular do normalizador é gênero zero se, e somente se, p divide a ordem do grupo monstro, ou equivalentemente, se p é um primo supersingular.

## Monoide diádico
Um subconjunto importante do grupo modular é o monoide diádico, que é o monoide de todas as strings da forma {\displaystyle ST^{k}ST^{m}ST^{n}\ldots } para inteiros positivos k, m, n,.... Este monoide ocorre naturalmente no estudo das curvas fractais e descreve as simetrias de autossimilaridade da função de Cantor, da função ponto de interrogação de Minkowski e do floco de neve de Koch, cada uma sendo um caso especial da curva de de Rham geral. O monoide também tem representações lineares de dimensões superiores; por exemplo, a representação N = 3 pode ser entendida para descrever a autossimetria da curva de manjar branco.

## Aplicações do toro
O grupo GL(2, Z) consiste das transformações lineares que preservam o reticulado padrão Z2, e SL(2, Z) são as transformações que preservam a orientação e que preservam este reticulado; elas, portanto, se traduzem em auto-homeomorfismos do toro (SL sendo mapeado para transformações que preservam a orientação), e de fato correspondem isomorficamente ao grupo (estendido) de classes de aplicações do toro, o que significa que todo auto-homeomorfismo do toro é isotópico a uma aplicação desta forma. As propriedades algébricas de uma matriz como elemento de GL(2, Z) correspondem à dinâmica da aplicação induzida no toro.

## Grupos de Hecke
O grupo modular pode ser generalizado para os grupos de Hecke, nomeados em homenagem a Erich Hecke e definido como segue.
O grupo de Hecke Hq com q ≥ 3, é o grupo discreto gerado por
{\displaystyle {\begin{aligned}z&\mapsto -{\frac {1}{z}}\\z&\mapsto z+\lambda _{q},\end{aligned}}}
em que λq = 2 cos ⁠π/q⁠. Para pequenos valores de q ≥ 3, tem-se:
{\displaystyle {\begin{aligned}\lambda _{3}&=1,\\\lambda _{4}&={\sqrt {2}},\\\lambda _{5}&={\frac {1+{\sqrt {5}}}{2}},\\\lambda _{6}&={\sqrt {3}}.\end{aligned}}}
O grupo modular Γ é isomorfo a H3 e eles têm propriedades e aplicações em comum - por exemplo, assim como tem-se o produto livre de grupos cíclicos
{\displaystyle \Gamma \cong C_{2}*C_{3},}
mais geralmente tem-se
{\displaystyle H_{q}\cong C_{2}*C_{q},}
que corresponde ao grupo triangular (2, q, ∞). Da mesma forma, há uma noção de subgrupos de congruência principais associados aos ideais principais em Z[λ].

## História
O grupo modular e seus subgrupos foram estudados em detalhes pela primeira vez por Richard Dedekind e por Felix Klein como parte de seu programa Erlangen na década de 1870. No entanto, as funções elípticas intimamente relacionadas foram estudadas por Joseph Louis Lagrange em 1785, e outros resultados sobre funções elípticas foram publicados por Carl Gustav Jakob Jacobi e Niels Henrik Abel em 1827.